# Zuidpolder (Barendrecht)

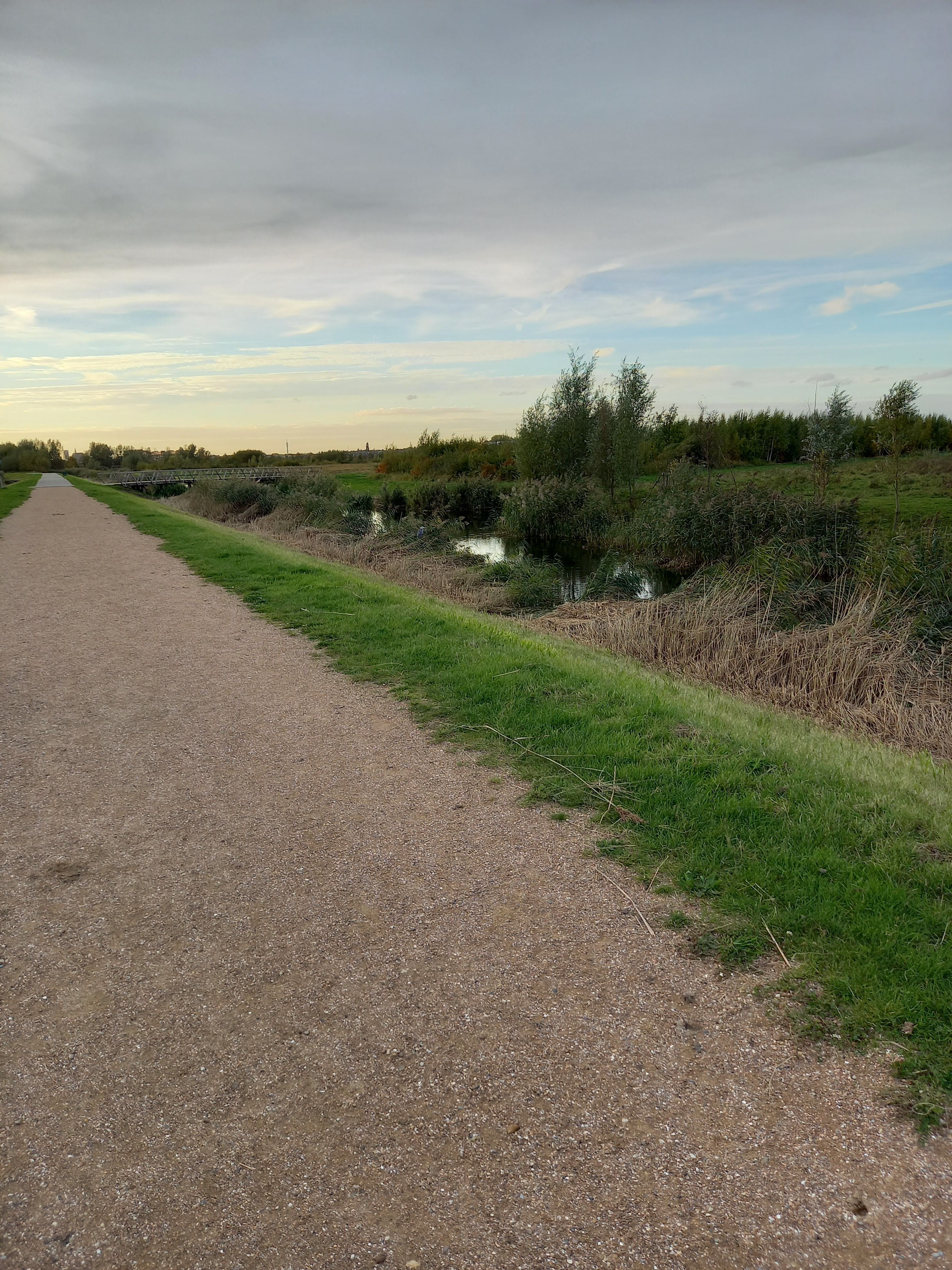
De Zuidpolder.

De Zuidpolder is een natuurgebied in de gemeente Barendrecht. De gemeente heeft sinds 2013 agrarische grond (170 ha) omgevormd tot een natuurgebied (110 ha).